# 9. Internationale Sechstagefahrt

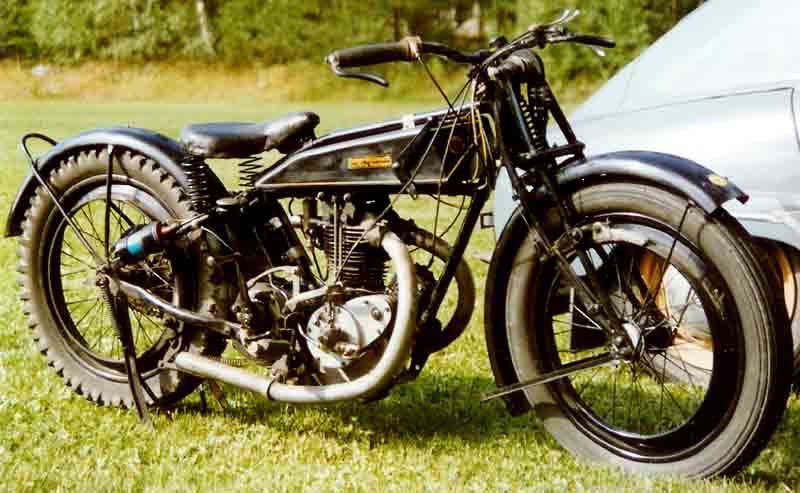
Rudge, Baujahr 1927

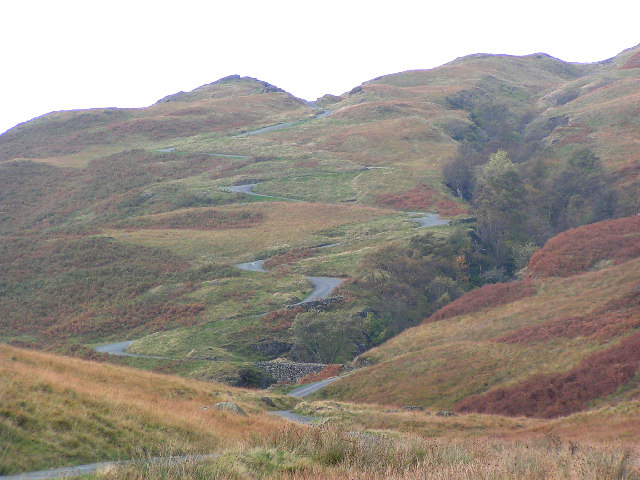
Hardknott Pass, eine der Schwierigkeiten am letzten Tag

Die 9. Internationale Sechstagefahrt im Motorrad-Geländesport fand vom 15. bis 20. August 1927 im Vereinigten Königreich in Ambleside und im Lake District statt. Mit Marjorie Cottle, Edyth Foley und Louie McLean gelang der bisher einzige Sieg eines reinen Frauenteams in der Silbervasenwertung. In der Trophy-Wertung gewann ein britisches Team zum vierten Mal in Folge.

## Wettkampf
Nach dem Sieg im Vorjahr verteidigte die britische Mannschaft den Trophy-Titel bei der Internationalen Sechstagefahrt erneut im Heimatland.
Beim Wettbewerb um die Trophy-Wertung (3 Teammitglieder aus einer Nation, mit Motorrädern aus heimischer Fertigung, zwei Solofahrzeuge und ein Motorradgespann) traten jeweils ein Team aus Großbritannien, aus Deutschland und aus Schweden an. Beim Silbervasen-Wettbewerb (3 Teammitglieder aus einer Nation, mit Motorrädern beliebiger Herkunft) waren es zwei britische, drei niederländische sowie jeweils ein Team aus Deutschland, Dänemark und Schweden.
Für die gleichzeitig ausgetragene britische Motorradmeisterschaft hatten sich elf Clubteams angemeldet.
Insgesamt waren 125 Fahrer eingeschrieben.
Täglich war eine Strecke von rund 200 Kilometer zurückzulegen. Am letzten Tag stand eine 66 Kilometer lange Strecke mit mehreren Bergauffahrten auf dem Programm.

### 1. Tag
Die Fahrstrecke war ein Rundkurs durch den Lake District. Das Wetter war regnerisch. Unter anderem war der Nonister Pass zu überqueren. Am ersten Tag schieden drei der 125 gestarteten Fahrer aus.
Bei den Trophy-Teams war die britische Mannschaft nach dem ersten Tag noch ohne Strafpunkte. Die schwedische Mannschaft hatte 26 und die deutsche Mannschaft 51 Strafpunkte. In der Silbervasenwertung hatte nur das britische Frauenteam noch keine Strafpunkte erhalten. Weitere Platzierungen in dieser Wertung waren Niederlande A (5 Strafpunkte), Dänemark (12), Schweden (26), Deutschland (46), Niederlande B (54), Großbritannien A (61).

### 2. Tag
Am zweiten Tag wurde bei erneut regnerischem Wetter die gleiche Strecke wie am ersten Tag absolviert, jedoch in umgekehrter Richtung.
Nach Protesten wurden die Strafpunkte der Wasserdurchfahrt von Longlands vom Vortag annulliert. Bei den Trophy-Teams hatte die britische Mannschaft jetzt sieben Strafpunkte. Die schwedische Mannschaft hatte 26 und die deutsche Mannschaft 102 Strafpunkte. In der Silbervasenwertung hatte das britische Frauenteam einen Strafpunkt erhalten. Weitere Platzierungen in dieser Wertung waren Dänemark (5 Strafpunkte), Niederlande A (10), Großbritannien A (20), Schweden (26), Niederlande B (63), Deutschland (73). Das niederländische C-Team war durch den Ausfall von Burlage geplatzt.

### 3. Tag
113 Fahrer starteten zum dritten Wettkampftag. Die 203 Kilometer lange Strecke führte bei sonnigem Wetter durch Westmorland. Die Strecke war geprägt durch schmale Wege und Straßen, Heidelandschaft und mehreren Wasserdurchfahrten. Die größte Wasserdurchfahrt war bei Great Asby zu bewältigen.
Abermals wurde auf Grund von Protesten die Wertung der Vortage korrigiert. So war den ersten Fahrern am ersten Fahrtag bei einer Auffahrt in Materdale geholfen worden. Später kommende Fahrer hatten diese Hilfe nicht und kamen deshalb zu spät zur Zeitkontrolle. Diese Änderungen führte dazu, dass nunmehr die schwedische Mannschaft in der Trophy-Wertung vor den Briten (7 Strafpunkte) und den Deutschen (55 Strafpunkte) führte. In der Silbervasen-Wertung lagen die Schweden und das britische Frauenteam punktgleich auf Platz eins. Danach folgten Dänemark (5) Großbritannien A (30), Niederlande A (35), Niederlande B (49) und Deutschland (61).
In der Clubwertung führten ohne Strafpunkte Midland B und Cheshire.

### 4. Tag
Am vierten Tag regnete es wieder. 105 Fahrer traten die Tagesetappe an.
Der Schwede Bernhard Malmberg erhielt durch verspätetes Erscheinen an den Zeitkontrollen insgesamt 22 Strafpunkte. Dadurch konnte die britische Trophy-Mannschaft wieder die Führung mit 7 Strafpunkten übernehmen. Die deutsche Mannschaft lag mit 69 Punkten auf dem dritten Platz. In der Silbervasen-Wertung war das Frauenteam weiterhin strafpunktfrei. Es folgten Dänemark (2 Strafpunkte), Schweden (22), Großbritannien A (30), Deutschland (70) und Niederlande A (79).
Durch die Aufgabe des Niederländer Willem Smit platzte die niederländische A-Mannschaft.

### 5. Tag
Am fünften Tag gab es wieder schönes Wetter. Der deutsche Trophy-Fahrer Hermann Roßner kollidierte mit einem Auto. Dabei wurde das Motorrad irreparabel beschädigt und er musste ausscheiden. Dies war das Ende für ein besseres Ergebnis der deutschen Mannschaft.

### 6. Tag
Am letzten Tag war eine 66 Kilometer lange Strecke mit mehreren Auffahrten zu bewältigen. Es standen unter anderem Wrynose Pass, Hardknott Pass und Bleatarn auf dem Programm.

## Endergebnisse

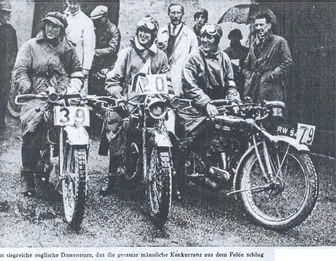
Das siegreiche britische Silbervasenteam mit Marjorie Cottle (Nr. 39), Louie McLean (Nr. 20) und Edyth Foley (Nr. 79)

### Trophy
| Platz | Team                   | Punkte |
| ----- | ---------------------- | ------ |
| 1.    | Vereinigtes Königreich | 890    |
| 2.    | Schweden               | 789    |
| 3.    | Deutsches Reich        | 554    |

### Silbervase
| Platz | Team                       | Punkte |
| ----- | -------------------------- | ------ |
| 1.    | Vereinigtes Königreich     | 895    |
| 2.    | Dänemark                   | 893    |
| 3.    | Vereinigtes Königreich     | 861    |
| 4.    | Schweden                   | 789    |
| 5.    | Niederlande (A-Mannschaft) | 595    |
| 6.    | Deutsches Reich            | 560    |
| 7.    | Niederlande (B-Mannschaft) | 544    |
| 8.    | Niederlande (C-Mannschaft) | 296    |

Von den 125 gestarteten Fahrern wurden 101 gewertet. 46 Fahrer waren strafpunktfrei. 77 Fahrer erhielten eine Goldmedaille, 8 Fahrer, darunter der Deutsche Heinrich Roßner, erhielten eine Silbermedaille und Curt Weichelt erhielt als einziger eine Bronzemedaille.
Die Clubwertung gewann das A-Team aus Midland.

## Teilnehmer
| Staat                  | Trophy-Team                                                                                            | Silbervase-Team                                                                               |
| ---------------------- | --- | --------------------------------------------------------------------------------------------- |
| Dänemark               | | M. Valgaard (Rudge) K. Petersen (Rudge) Carl Kruse (Rudge)                                    |
| Deutsches Reich        | Heinrich Roßner (DKW) Hermann Roßner (DKW) Curt Weichelt (DKW)                                         | Heinrich Roßner (DKW) Hermann Roßner (DKW) Alfred Paster (D-Rad)                              |
| Niederlande            | | (A-Mannschaft) J. J. van Kooten (Harley-Davidson) Willem Smit (Rex-Acme) John Moos (B. S. A.) |
| Niederlande            | (B-Mannschaft) C. Klijsen (Harley-Davidson) H. Lamberts-Hurrelbrink (B. S. A.) G. van Twist (B. S. A.) |                                                                                               |
| Niederlande            | (C-Mannschaft) C. J. van Marle (Dunelt) V. W. K. Burflage (Norton) H. van der Veen (Scott)             |                                                                                               |
| Schweden               | Gustav Göthe (Husqvarna) Yngve Ericsson (Husqvarna) Bernhard Malmberg (Husqvarna)                      | Gustav Göthe (Husqvarna) Yngve Ericsson (Husqvarna) Bernhard Malmberg (Husqvarna)             |
| Vereinigtes Königreich | Leonard Crisp (Humber) Graham Walker (Sunbeam) Frank Giles (A. J. S.)                                  | Marjorie Cottle (Raleigh) Edyth Foley (Triumph) Louie McLean (Douglas)                        |
| Vereinigtes Königreich | Leonard Crisp (Humber) Graham Walker (Sunbeam) Frank Giles (A. J. S.)                                  | J. W. Mexon (Francis-Barnett) F. W. Neill (Matchless) Phil Pike (Norton)                      |